# Draga (Tutin)
Draga (em cirílico: Драга) é uma vila da Sérvia localizada no município de Tutin, pertencente ao distrito de Ráscia, na região de Stari Vlah, Ráscia e Sanjaco. A sua população era de 1116 habitantes segundo o censo de 2011.

## Demografia
| 1948 | 1953 | 1961 | 1971 | 1981 | 1991 | 2002 | 2011 |
| ---- | ---- | ---- | ---- | ---- | ---- | ---- | ---- |
| 978  | 1084 | 1146 | 1069 | 1220 | 1357 | 950  | 1116 |